# Rim-Sin II
Rīm-Sin II was ca. 1742-1740 v.Chr. koning van Larsa. Hij regeerde iets meer dan twee jaar.
Hij was een van de leiders van de rebellie tegen het gezag van Samsu-iluna van Babylon in het 8e jaar van diens regering. Samsu-iluna had te kampen met een oorlog tegen de Kassieten en een aantal stadsvorsten zagen daarin hun kans zich weer onafhankelijk te maken van het centrale gezag van Babylon. Naast Rim-Sim beschouwde Samsu-iluna Ilūni van Ešnunna als zijn gevaarlijkste tegenstanders, maar er waren anderen zoals Rim-Anum van Uruk.
Rim-Sin stamde oorspronkelijk waarschijnlijk uit Keš te oordelen naar een brief en een van zijn jaarnamen. Zijn rebellie was aanvankelijk tamelijk succesvol. Er zijn documenten gedateerd naar zijn bewind uit Ašduba, Bad3-tibira, Kutalla, Lagaš, Nippur en Ur. Nadat Samsu-iluna de Kassitische dreiging bezworen had, trok hij op tegen Larsa. Dit gebeurde aan het einde van Rim-Sins tweede of het begin van zijn derde jaar op de troon. Larsa werd ingenomen maar Rim-Sin bleef daarna nog vanuit andere steden enige maanden weerstand bieden. Een inscriptie uit Kiš vermeldt dat hij later door de Babyloniërs gedood en in Kiš begraven werd. 